# Сумасшедшая земля
Сумасшедшая земля (ивр. אדמה משוגעת‎) — израильский сатирический драматический фильм 2006 года, сценарист и режиссёр Дрор Шауль. Полуавтобиографический фильм был снят в кибуцах Рухама и Нир Элиягу и основан на воспоминаниях Шауля о жизни в кибуце с овдовевшей и ставшей психически неуравновешенной матерью. Впервые сразу два фильма получили награду за лучшую картину года на премии Офир, конкурентом «Сумасшедшей земли» выступил фильм «Авива, любовь моя». Но именно «Сумасшедшая земля» была выбрана в качестве израильской заявки на лучший фильм на иностранном языке на 79-й церемонии вручения премии «Оскар». Израиль не фигурировал в пятерке финалистов Оскара уже 20 лет, «Сумасшедшая земля» также не попала в шорт-лист, состоящий из пяти фильмов.

## Сюжет
Действие происходит в 1974 году. Двиру (Томер Штайнхоф) скоро исполнится 13 лет, он живёт со своей матерью Мири (Ронит Юдкевиц) в кибуце. Мири не раз отправляли в психиатрическую больницу, и большинство жителей не хотят иметь с ней дело, оставляя Двира и его старшего брата Эяля (Пини Тавгер) наедине с матерью. Мири уговаривает своего швейцарского бойфренда Стефана (Анри Гарсен) присоединиться к ней в кибуце, хотя он и не еврей. Инцидент с соседской собакой превращает пару в изгоев. Тем временем Двир, во время подготовки к бар-мицве, влюбляется в Майю (Дэниел Китсис), симпатичную девушку его возраста.

## Актёры
- Томер Штайнхоф в роли Двира
- Ронит Юдкевиц[ивр.] в роли Мири
- Шай Авиви[ивр.] в роли Авраама
- Пини Тавгер в роли Эяль
- Галь Зайд в роли Шимшона
- Анри Гарсен в роли Стефана
- Дэниел Китсис в роли Майи
- Идит Цур в роли Ханны
- Йосеф Кармон в роли Цви
- Шэрон Цукерман в роли Этти
- Ривка Нойманн в роли Зилы
- Ами Вейл в роли Узи
- Хила Офер в роли Линды
- Омер Бергер в роли Ронена
- Натан Сган-Коэн в роли Ави

## Критический прием
Фильм получил в целом положительные отзывы критиков. На Rotten Tomatoes рейтинг фильма достиг 82 % на основе 11 критических обзоров (средний рейтинг 7/10). Газета Toronto Star назвала его «привлекательной историей о взрослении, в которой затрагиваются сложные вопросы психического заболевания и конформизма». Важно, что было показано два противоположных взгляда на жизнь кибуца:
- «идиллическая пасторальная жизнь и сильное чувство общности»
- «место жестких правил, где дети спят в отдельных помещениях вдали от родителей, и где неодобрение индивидуальных особенностей может легко стать коллективным решением, которое изолирует и подвергает остракизму»[5].

## Награды
Фильм был номинирован в десяти номинациях на премии Ophir Awards 2006 от Израильской академии кино и телевидения, получил награды в четырёх (лучший фильм, лучшая музыка, лучший художник-постановщик, лучший звук). Он также получил приз жюри мирового кино (драматический) на кинофестивале «Сандэнс» в 2007 году и был официально заявлен, как «Лучший фильм на иностранном языке» на церемонии вручения премии «Оскар» 2007 года.